# Barra do Bugres
Barra do Bugres é um município brasileiro do estado de Mato Grosso. Seu nome deriva da barra formada pelo Rio Bugres onde deságua no Rio Paraguai. Possui uma área de 7.186,78 quilômetros quadrados e sua população foi estimada em 29 403 habitantes, em 2019. Localiza-se a 15°04'21" de latitude sul e a 57°10'52" de longitude oeste e está a 171 metros de altitude.

## História
A cidade era um antigo distrito de Cáceres, com sua história estando intimamente ligada àquele município, que teve inicio com as explorações no rio Paraguai pelas primeiras bandeiras que subiram o rio até suas cabeceiras, fundando Vila Maria, que iniciou efetivamente o povoamento da extensa zona que compreendia aquela parte da capitania de Mato Grosso.
Ao contrário de Cáceres, que evoluiu rapidamente, a região que hoje compreende o município de Barra do Bugres ficou isolada, desprovida até mesmo das vantagens decorrentes de estar na estrada de Vila Bela da Santíssima Trindade.
Apenas no ano de 1878 chegaram os primeiros povoadores da zona onde se estabeleceriam os fundamentos da atual cidade de Barra do Bugres. Naquele ano chegou ali Pedro Torquato Leite Rocha, advindo de Cuiabá e acompanhado de familiares. Ele ergueu um rancho, iniciando o cultivo de produtos de subsistência, e decidiu explorar as cercanias do local em busca da poaia, logrando sucesso. Um ano depois, Pascoal de Oliveira Cabral também se fixa ali e, como seu predecessor, trazia consigo, amigos e poaieiros. O povoamento de Barra do Bugres continuou, alavancado com a chegada de diversas personalidades, a maioria ex-combatentes da Guerra do Paraguai ou militares.
Em 8 de abril de 1896, é criada a Paroquia de Santa Cruz de Barra do Bugres, sob a Lei nº 145, o nome havia sido escolhido pelos povoadores, com jurisdição em São Luiz de Cáceres, fortalecendo o já existente núcleo populacional. Várias festas passaram a ser realizadas no local, havendo leilões quermesses e quadrilhas.
Em 1910 o Governo do Estado, através da Assembleia Legislativa, desapropriou das terras de Manoel de Campos Borges 2 mil hectares de terra para a formação de Barra do Bugres (Lei n.º 541).
A intensa procura da poaia transformou em pouco tempo o vilarejo em adensado urbano, constantemente acrescido de viajantes à procura de riquezas. Com a desvalorização dos preços da ipeca e borracha, a produção decai, ascendendo-se um novo ciclo caracterizado na extração madeireira.
Em 1926, a Coluna Prestes protagonizou um conflito armado no município. Pelo menos quinze homens perderam a vida no conflito às margens do Rio Paraguai, tentando defender a cidade. Acabaram derrotados, com a vila sendo saqueada e incendiada.
A cidade torna-se um centro comercial e industrial com base na exploração e processamento de madeiras, principalmente o cedro e a peroba. Os frutos da exploração das riquezas vegetais do Distrito tornaram-se evidentes através de decreto em dezembro de 1940, com a criação de uma Coletoria de Rendas Estaduais, comprovando o volume de bens ali agregados.
Em 32 de dezembro de 1943, a Lei 545 criava o município de Barra do Bugres. O novo município foi instalado a 19 de abril de 1944, tendo sido nomeado para ocupar a Prefeitura Municipal, o professor Alfredo José da Silva.
Em 1948 foram empossados os primeiros vereadores no município, eleitos pelo voto. E neste mesmo dia toma posse o primeiro prefeito eleito Joaquim Mariano de Miranda.
A cidade foi transformada com a vinda de colonos de Minas Gerais, São Paulo e Ceará, trazendo alterações na esfera agrícola, que até hoje ocupa lugar de destaque na economia da região.

## Economia
A economia de Barra do Bugres tem como base o agronegócio, a indústria sucroalcooleira e a bovinocultura de corte. Em Barra do Bugres, existe uma unidade da Barralcool, usina de bioenergia, álcool, biodiesel e açúcar. Há também um Frigorifico Naturafrig, que abate 700 reses/dia e um frigorífico Barra (em términos de instalação). Além disso, também fazem parte da economia local indústria de ração animal, serrarias, marcenarias, indústria de madeira e moveleira, máquinas de beneficiamento de arroz, gráfica, metalúrgica, serralherias, indústria de cerâmica (tijolos, lajotas e telhas) e o comércio local.

## Religião
Religião no Município de Barra do Bugres segundo o censo de 2010.
| Religião                                 | pessoas |
| ---------------------------------------- | ------- |
| Católica Apostólica Romana               | 21 171  |
| Evangélica                               | 6 600   |
| Sem Religião                             | 2 942   |
| Outras religiosidades cristãs            | 351     |
| Não sabe                                 | 337     |
| Testemunhas de Jeová                     | 157     |
| Espírita                                 | 107     |
| Não determinada e múltiplo pertencimento | 76      |
| Católica ortodoxa                        | 53      |

## Últimos prefeitos eleitos
| Ano  | Prefeito                  | Partido      | Votos | %     | Ref    |
| ---- | ------------------------- | ------------ | ----- | ----- | ------ |
| 2004 | Aniceto Miranda           | PT           | 8.325 | 54,39 | [ 9 ]  |
| 2008 | Wilson da Casa do Pescado | PDT          | 6.741 | 39,49 | [ 10 ] |
| 2012 | Julio Florindo            | PSD          | 8.500 | 49,54 | [ 11 ] |
| 2016 | Raimundo Nonato           | PSB          | 7.954 | 47,29 | [ 12 ] |
| 2020 | Dr. Divino Henrique       | PDT          | 7.359 | 43,32 | [ 13 ] |
| 2024 | Maria Azenilda Pereira    | Republicanos | 8.987 | 51,88 | [ 14 ] |